# Шиловский сельский совет (Решетиловский район)
Шиловский сельский совет (укр. Шилівська сільська рада) — входит в состав Решетиловского района Полтавской области Украины.
Административный центр сельского совета находится в селе Шиловка.

## Населённые пункты совета
- с. Шиловка
- с. Онищенки
- с. Паненки